# Ratpenat bru de Surat
El ratpenat bru de Surat (Cassistrellus dimissus) és una espècie de ratpenat que viu a Tailàndia. Està amenaçada d'extinció per la pèrdua del seu hàbitat natural. El 2018 fou transferit del gènere Eptesicus al gènere Cassistrellus.